# Beraba decora
Beraba decora är en skalbaggsart som först beskrevs av Dmytro Zajciw 1961.  Beraba decora ingår i släktet Beraba och familjen långhorningar. Inga underarter finns listade.